# Prespes
Prespes (griego: Πρέσπες) es un municipio de la República Helénica perteneciente a la unidad periférica de Flórina de la periferia de Macedonia Occidental. Su capital es Laimos.
El actual municipio se formó en 2011 mediante la fusión de los antiguos municipios de Prespes y Krystallopigi, que pasaron a ser unidades municipales. El municipio tiene un área de 515,497 km², de los cuales 413,513 pertenecen a la unidad municipal de Prespes.
En 2011 el municipio tiene 1560 habitantes, de los cuales 1201 viven en la unidad municipal de Prespes.
Se ubica en la esquina noroccidental de la periferia, junto al lago Prespa. Es fronterizo con Albania y con Macedonia del Norte.